# شعبية بنغازي
شعبية بنغازي هي إحدى شعبيات ليبيا، وتقع في الجزء الشمالي الشرقي من ليبيا وتعتبر مدينة بنغازي المقر الإداري لها إضافة لكونها ثاني أكبر مدن البلاد سكانا.
تضم الشعبية ضمن نطاقها الإداري إضافة لأحياء ومناطق مدينة بنغازي عددا من البلدات والقرى والتجمعات السكانية مثل الأبيار، قمينس، سلوق، تيكا، الرجمة، بنينا، دريانة، المقرون، المبني، برسس، بوجرار، زاوية مسوس، بو مريم، قبر جيرة والصناعية والزراعية والسياحية مثل القوارشة، بوعطني، غوط سلطان وغيرها.
يوجد بها عدد من الموانئ البحرية مثل ميناء بنغازي البحري وميناء المريسة إضافة لمطار دولي هو مطار بنينا - بنغازي الدولي

## وصلات خارجية
- الموقع الإلكتروني لبلدية بنغازي